# Vu Ting
Vu Ting (Wu Ding) (születési néven: Ce Csao (Zi Zhao) 子昭; templomi nevén: Kao-cung (Gaozong)) Kína első történeti dinasztiájának, a Sang (Shang)-ház kiemelkedő, nagy formátumú uralkodója, aki a történeti feljegyzések tanúsága szerint 58 esztendőn át uralkodott.

## Élete, uralkodása
A Nagy Történetíró, Sze-ma Csien (Sima Qian) művében, A történetíró feljegyzései szerint ő lett a Sang (Shang)-ház 22. uralkodója, miután a ting-vej (dingwei) (丁未) esztendőben (kb. i. e. 1250), apját, Hsziao Ji (Xiao Yi) királyt követte a trónon. Főminiszterének Kan Pan (Gan Pan)t (甘盘) nevezte ki, fővárosát pedig Jin (Yin)ben (殷) rendezte be. A korabeli jóslócsont-feliratok alapján rekonstruálható uralkodói lista szerint a Sang (Shang)-ház 21. királya volt.
Vu Ting (Wu Ding)nek apja uralkodásának 6. Ho (He)ben (河) kellett laknia, és Kanpan (Ganpan)ban (甘盘) folytatta tanulmányait. Ifjú évei alatt ismerkedett meg a köznép életével, mindennapjaik problémáival.
Uralkodóként jó viszonyra törekedett a szomszédos népekkel, épp ezért mindegyik közül választott magának egy-egy asszonyt, és saját házasságával erősítette meg a szövetségeket. Így került az udvarba leghíresebb asszonya, Fu Hao is, aki a Sang (Shang)-ház fél-matriarchális hagyományainak köszönhetően magas katonai és vallási tisztségeket töltött be.
Uralkodása 25. esztendejében, fia, Cu Csi (Zu Ji) (祖己) – akit korábban száműztek az udvarból – elhunyt.
Uralkodása 29. esztendejében áldozatot mutatott be őseinek, amelyet egy incidens zavart meg. Ezt a történetet az Írások könyve őrizte meg:

„Azon a napon, amikor Kao-cung (Gaozong) (ti. Vu Ting (Wu Ding)) áldozatot mutatott volna be, egy kukorékoló fácán bukkant fel. Cu Csi (Zu Ji) a következőket mondta ekkor: »Ahhoz, hogy kiköszörüljük ezt a csorbát, mindenekelőtt a királynak kell megigazulnia.« Ennek okáért pedig a következő útmutatással szolgált a királynak: »Az Ég számára a földi halandók megítélésekor az elsődleges, hogy azok az igazságosság elve szerint élnek-e. Ennek alapján szabja élt idejüket hosszúra, vagy nem hosszúra. Ám nem az Ég felelős azért, ha vannak, kik korán halnak, merthogy ők maguk vágják kurtára életidejük szálát. Vannak olyan emberek, kik kellő erényesség híján nem ismerik fel vétkeiket, s mikoron az Ég megparancsolja számukra, hogy erényeikben igazuljanak meg, ők csak annyit kérdeznek: 'Hát azt meg hogyan?' Ó, felség! Az előző uralkodók, kik kiérdemelték népük megbecsülését, mindannyian csak az Ég ajándékaként tehették azt. Ne akarj hát túlzón bőséges áldozatot tenni őseid oltárára!«”

Uralkodása 32. esztendejében csapatokat küldött Kujfang (Guifang) (鬼方) vidékére, ahol három évnyi háborúskodás után foglaltak el. Ekkor a ti (di) (氐) és csiang (qiang) barbár törzsek követeket menesztettek hozzá. Uralkodása 43. esztendejében seregei meghódították Tapeng (Dapeng)et (大彭), majd az 50. esztendőben elfoglalták Tunvej (Tunwei)t (豕韦) is.
A rendelkezésre álló források szerint uralkodása 59. esztendejében hunyt el. A Sang (Shang)-ház egyik legkiválóbb uralkodójaként tartják számon. Halotti neveként kapta a Vu Ting (Wu Ding)et, melynek jelentése: „Harci erényekkel ékes Ting (Ding)”. Utódja egyik fia, Cu Keng (Zu Geng) (祖庚) lett.